# 大鰐町
大鰐町（おおわにまち）は、青森県津軽地方の南端に位置する町。南津軽郡に属する。
競技スキーの聖地である阿闍羅山を擁し、オリンピック選手を多数輩出してきたスキーの町である。

## 地理
山間に流れる岩木川の支流、平川に沿って町が展開する。豊かな自然と緑に恵まれた、スキーと温泉の町。阿闍羅山にある大鰐温泉スキー場は、FIS（国際スキー連盟）公認の雨池国際コースを有しており、全県・全国規模の大会がよく開かれている。
- 川:平川
- 山:阿闍羅山、手代森

### 隣接している自治体
- 青森県
  - 弘前市、平川市
- 秋田県
  - 大館市

## 行政
- 町長：山田年伸 （2010年7月22日就任、3期目）
- 町議会：定数12人（任期：2022年12月31日）

2010年6月27日に実施された町長選挙では、町を二分する選挙となり、現職（選挙時）の二川原和男候補と新人の山田年伸候補の得票数が3524票の同数となった。そのため、青森県内の市町村長選挙で初めてのくじ引き抽選が行われ、山田候補が初当選した。

### 財政
総合保養地域整備法に基づきバブル景気時代に建設された温泉レジャー施設「スパガーデン湯～とぴあ」を運営する第三セクター（大鰐温泉スキー場）は、バブル崩壊とともに多額の債務を生み出した。その損失補償が主な原因で、大鰐町は平成21年度より財政健全化法に基づく早期健全化団体（財政再生団体の1つ手前で、破綻寸前とされる）となったが、平成27年度に健全化完了となった。当初の財政健全化計画では人件費削減や固定資産税の改定により総計6億円あまりを捻出し、平成24年度までに将来負担比率が早期健全化基準を下回ることを目標としていた。
平成23年に損失補償を第三セクター等改革推進債の発行によって賄うこととしたため、長期にわたり実質公債費比率が早期健全化基準を超過する見通しとなり、財政健全化計画を令和3年度まで延長する変更を行ったが、財政改善により繰り上げ償還が可能となり計画の大幅な前倒しが実現した。実際の施策としては、職員数削減や給与・議員報酬の削減による人件費抑制が大きく、次いで都市公園施設に対する指定管理者制度の導入や運営休止による経費節減、固定資産税の改定による歳入増加などが金額的に大きな効果を上げた。財政悪化の原因となった施設群は、2019年に解体に向けた調査に向けた試算が行われる予定 であり、負の遺産の整理が進められている。
財政問題は近隣市町村との合併にも影響があった。弘前市を中心とする中弘南黒地区（弘前市、黒石市、中津軽郡、南津軽郡）での合併の検討の際には多額の負債が問題となった。結局、旧尾上町、旧平賀町と、道路では接続のない旧碇ヶ関村が平川市へと合併したが、その間に位置する大鰐町は合併しなかった。

## 沿革
- 1889年（明治22年）4月1日 - 町村制の施行により宿川原村、三ツ目内村、居土村、早瀬野村、島田村、虹貝村、大鰐村が合併して大鰐村が発足。この時点で面積は118.98k㎡。
- 1923年（大正12年）4月1日 - 大鰐村が町制施行して大鰐町となる。
- 1925年（大正14年）- 全日本スキー選手権を初めて開催
- 1954年（昭和29年）7月1日 - 大鰐町が蔵館町と合併し、改めて大鰐町となる。この時点で面積は156.41k㎡。
- 1964年（昭和39年）9月30日 - 弘前市の一部（森山）を編入。

## 姉妹都市・提携都市

### 国外
- アメリカ合衆国 ミシガン州 ノーバイ市 -  1991年（平成3年）12月20日提携 教育・文化の交流

## 産業

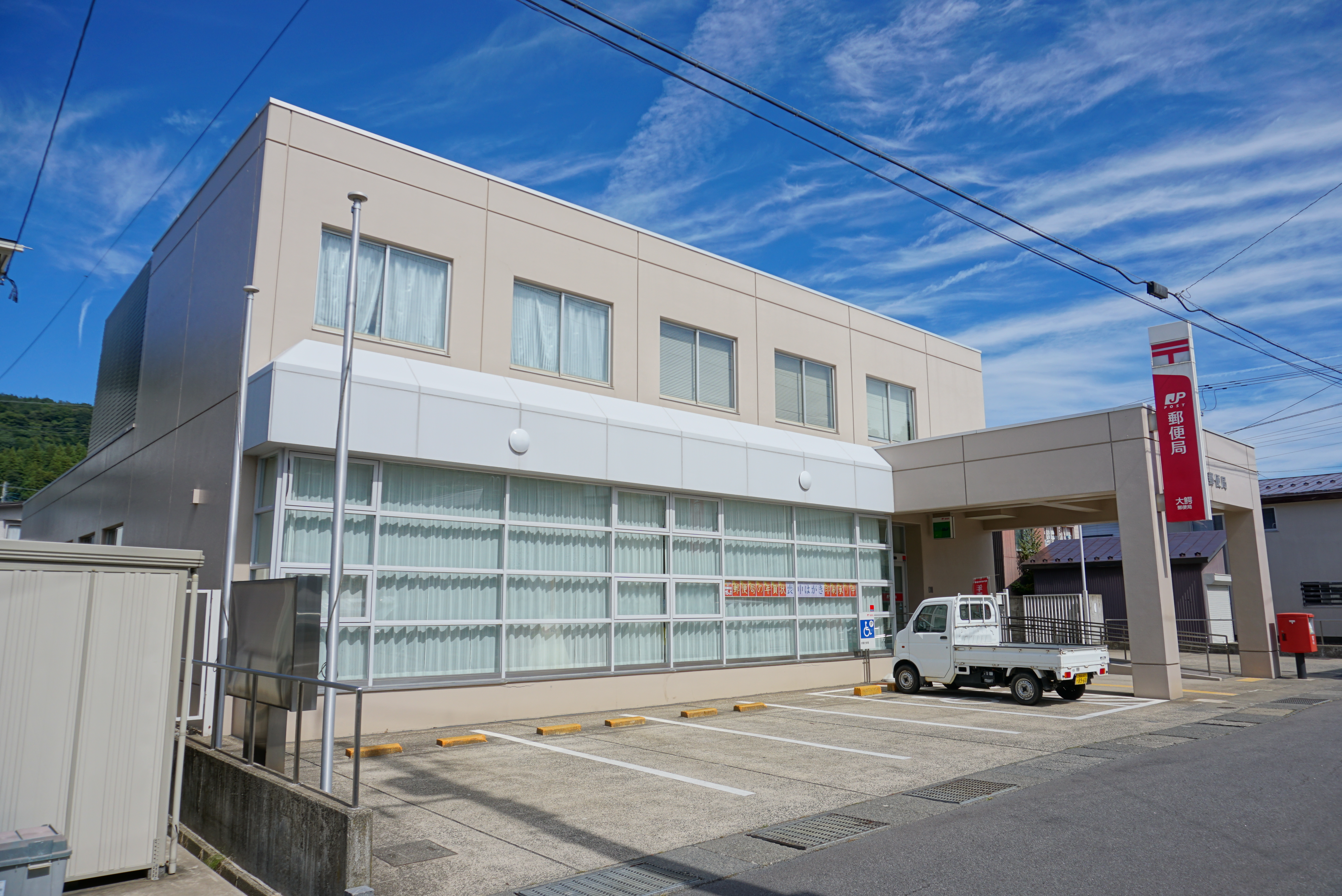
大鰐郵便局

### 郵便
- 大鰐郵便局〔集配局〕（84043）
- 長峰郵便局（84156）

### 商業
- マックスバリュ 新おおわに店
- さとちょう 大鰐店（旧：スーパーママの店跡。）

## 地域

### 人口
平成27年国勢調査より前回調査からの人口増減をみると、11.86％減の9,676人であり、増減率は県下40市町村中33位。
| |                                        |  |
| 大鰐町と全国の年齢別人口分布（2005年） | 大鰐町の年齢・男女別人口分布（2005年） |  |
| ■紫色 ― 大鰐町 ■緑色 ― 日本全国 | ■青色 ― 男性 ■赤色 ― 女性              |  |
| 大鰐町（に相当する地域）の人口の推移 \| 1970年（昭和45年） \| 16,724人 \| \| \| 1975年（昭和50年） \| 16,307人 \| \| \| 1980年（昭和55年） \| 16,312人 \| \| \| 1985年（昭和60年） \| 15,313人 \| \| \| 1990年（平成2年） \| 14,751人 \| \| \| 1995年（平成7年） \| 13,990人 \| \| \| 2000年（平成12年） \| 12,881人 \| \| \| 2005年（平成17年） \| 11,921人 \| \| \| 2010年（平成22年） \| 10,978人 \| \| \| 2015年（平成27年） \| 9,676人 \| \| \| 2020年（令和2年） \| 8,665人 \| \| |                                        |  |
| 総務省統計局 国勢調査より |                                        |  |
| 1970年（昭和45年） | 16,724人                               |  |
| 1975年（昭和50年） | 16,307人                               |  |
| 1980年（昭和55年） | 16,312人                               |  |
| 1985年（昭和60年） | 15,313人                               |  |
| 1990年（平成2年） | 14,751人                               |  |
| 1995年（平成7年） | 13,990人                               |  |
| 2000年（平成12年） | 12,881人                               |  |
| 2005年（平成17年） | 11,921人                               |  |
| 2010年（平成22年） | 10,978人                               |  |
| 2015年（平成27年） | 9,676人                                |  |
| 2020年（令和2年） | 8,665人                                |  |

### 高等学校
- 青森県立弘前南高等学校大鰐校舎（2013年3月に閉校）

### 中学校
- 大鰐町立大鰐中学校

### 小学校
- 大鰐町立大鰐小学校

## 交通

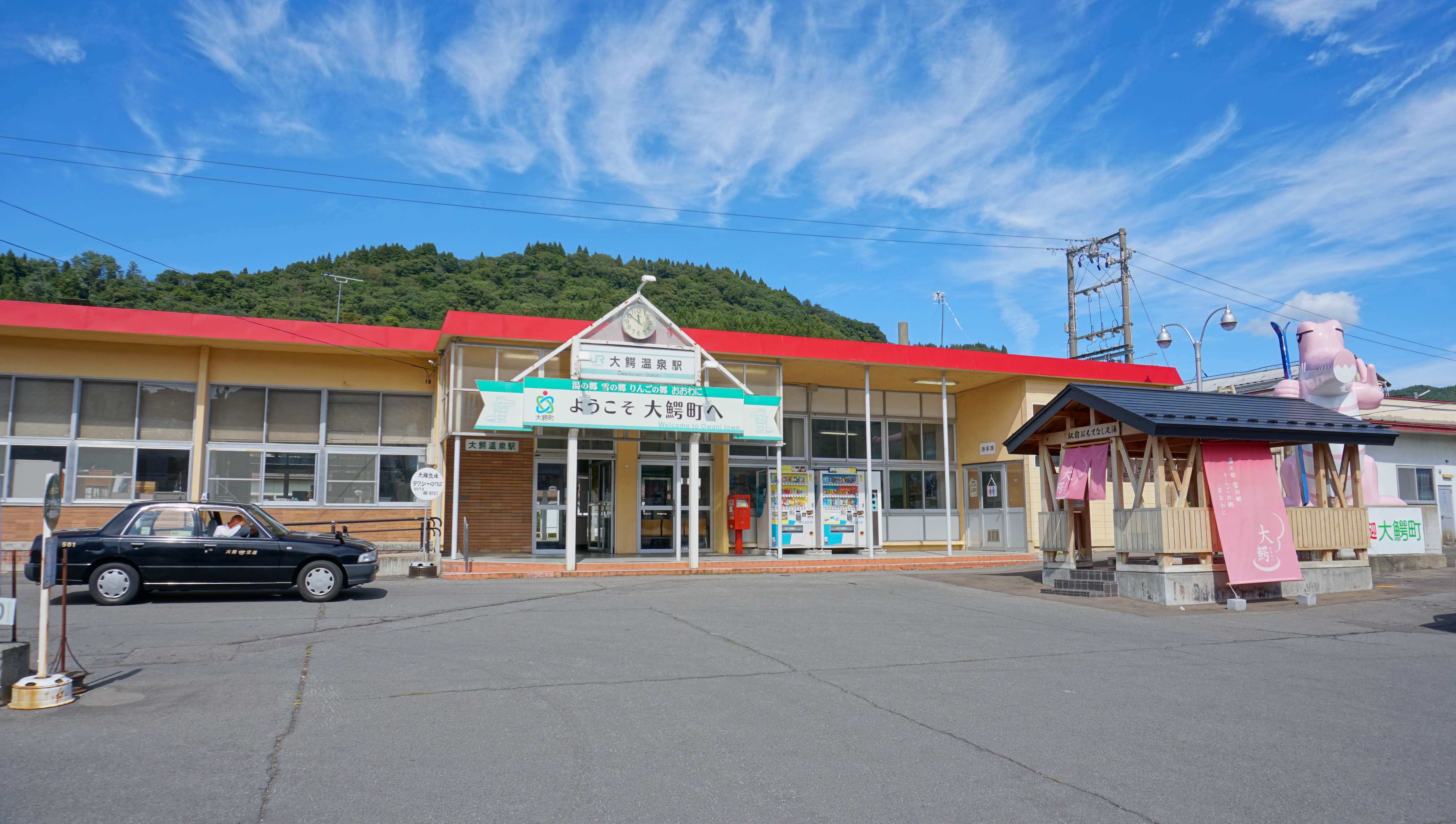
大鰐温泉駅

### 鉄道路線
- 東日本旅客鉄道
  - 奥羽本線：長峰駅 - 大鰐温泉駅
- 弘南鉄道
  - 大鰐線：大鰐駅 - 宿川原駅 - 鯖石駅

大鰐温泉駅と大鰐駅は、両社で駅名が異なる共同使用駅となっている。

### 道路
- 高速道路
  - E4 東北自動車道
    - 大鰐弘前IC
- 一般国道
  - 国道7号
- 主要地方道
  - 青森県道13号大鰐浪岡線
- 一般県道
  - 青森県道198号大鰐停車場線
  - 青森県道201号蔵館大鰐線
  - 青森県道202号碇ケ関大鰐停車場線

### バス路線

#### 路線バス
- 弘南バス
  - 2009年4月に大鰐車庫廃止。跡地は無人のバス待機所。

#### 高速バス
- ヨーデル号 - 東北大鰐

## 名所・旧跡・観光スポット・祭事・催事
- 大鰐温泉
- 大鰐温泉スキー場
- 茶臼山公園（県立自然公園）
- 石の塔

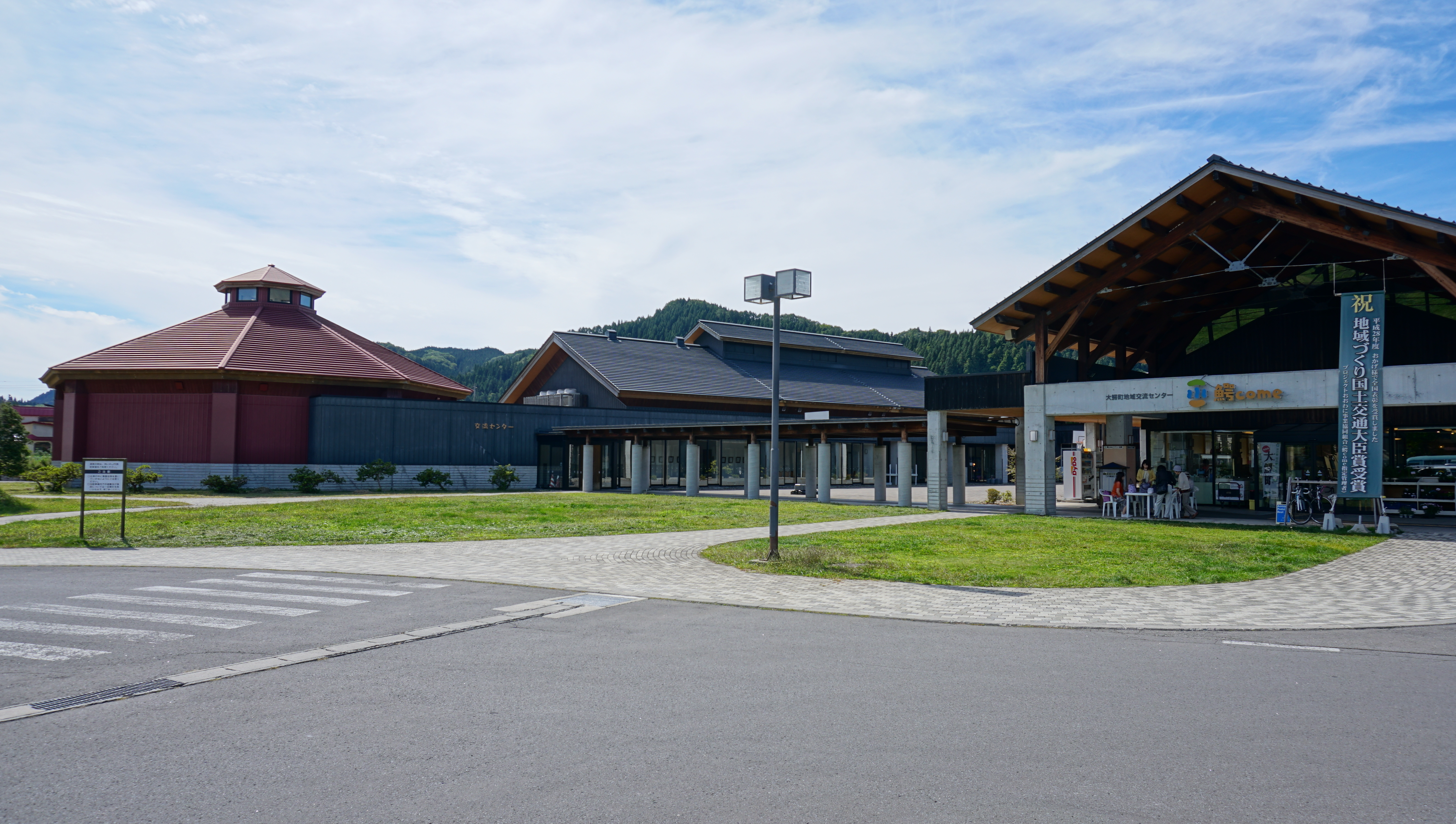
大鰐町地域交流センター「鰐come」

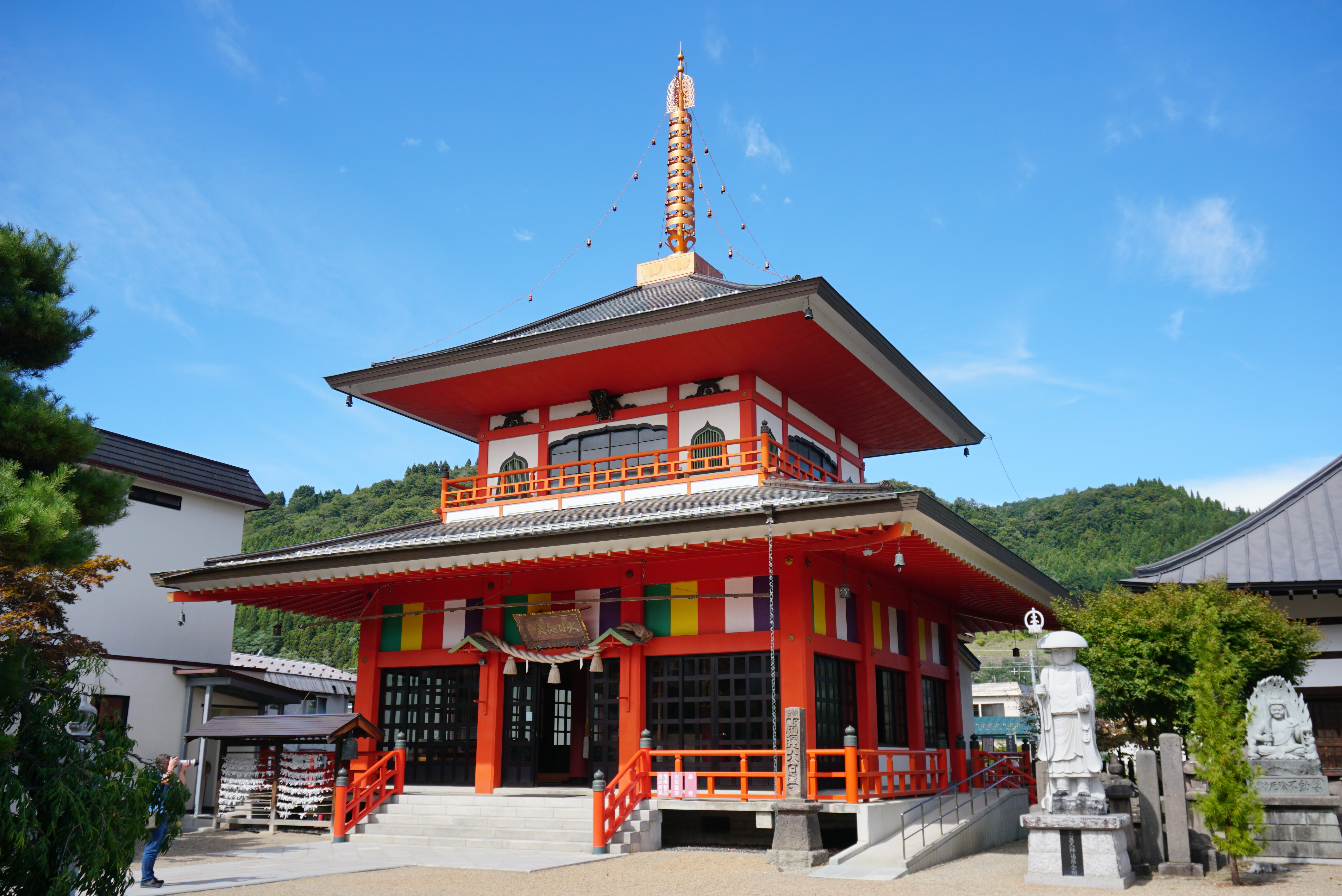
大円寺

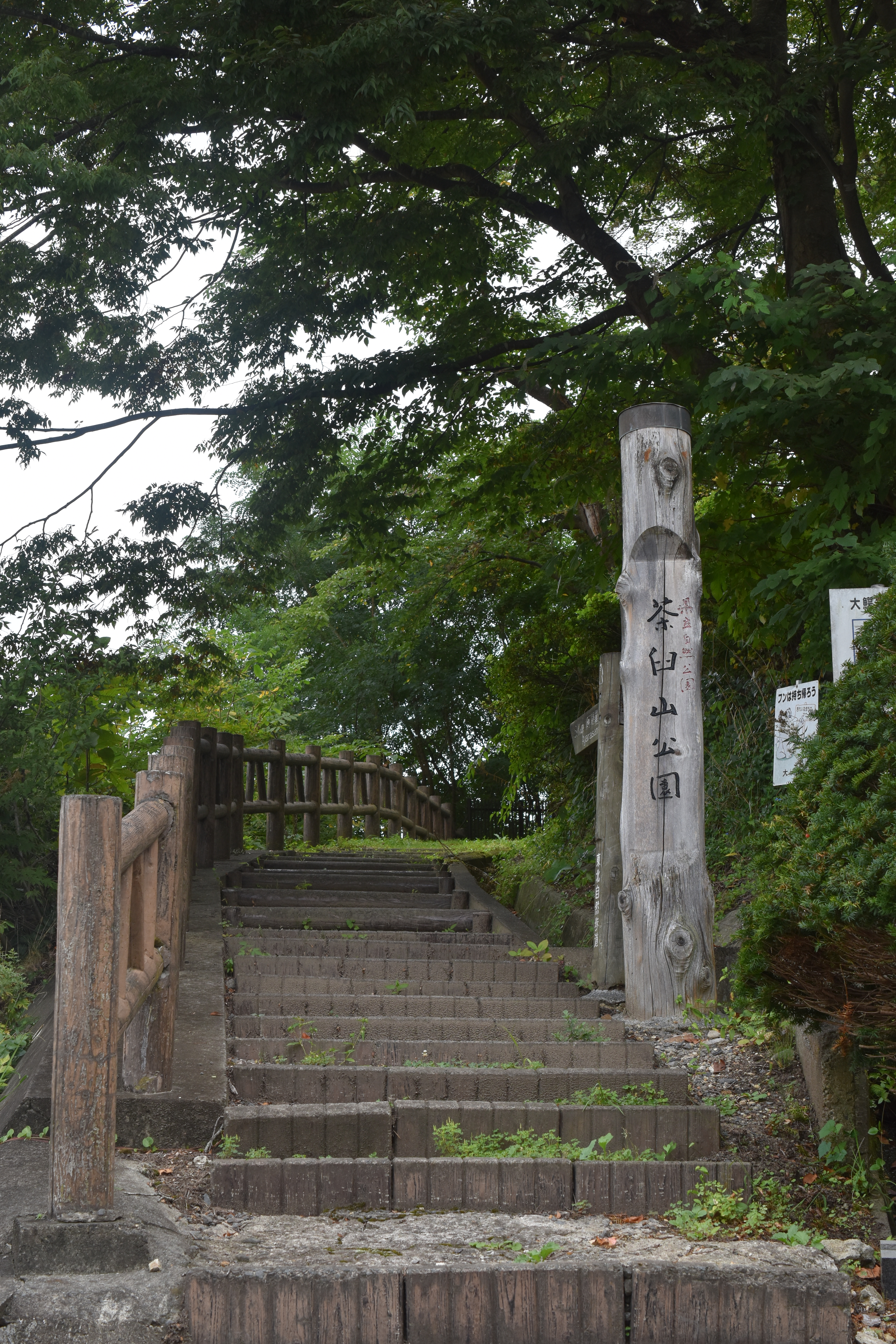
茶臼山公園

- 大円寺 - 木造阿弥陀如来坐像（鎌倉時代前半）は国の重要文化財

## 著名な出身者
- 油川貞策（陸軍軍人、スキー普及に尽力）
- 一の谷崇帥（大相撲力士・十両）
- 工藤圭章（建築史学者、元文化庁文化財調査官）
- 神瑞穂（GTPのベース&ボーカル）
- 福士謙介（工学者、東京大学教授、国連大学客員教授）
- 増田手古奈（俳人）
- 山田年伸（大鰐町長）
- 横山結衣（元AKB48Team8、女優）
- 2代目若乃花幹士（わかのはな かんじ・第56代横綱、在位期間1978年（昭和53年）7月 - 1983年（昭和58年）1月）
- 漢咲コータロー（お笑い芸人）
- 成田晴風（プロ野球選手）

### スキー選手
大鰐町では1923年（大正12年）末、阿闍羅山にスキーコースが整備され競技が盛んになった。2010年までに競技者として9人の冬季オリンピック代表選手を輩出している。
1932年（昭和7年）レークプラシッド大会
- 山田勝巳（大鰐町で競技、出身地は北海道札幌市）

1936年（昭和11年）ガルミッシュ＝パルテンキルヒェン大会
- 山田伸三
- 山田銀蔵

1952年（昭和27年）オスロ大会
- 山本謙一

1964年（昭和39年）インスブルック大会
- 山中勇二[10]
- 八幡長五郎[10]（大鰐町で競技、出身地は岩手県八幡平市[11]）

1968年（昭和43年）グルノーブル大会、1972年（昭和47年）札幌大会
- 松岡昭義（2大会連続出場、放送記者、元青森放送会長）

1984年（昭和59年）サラエボ大会
- 山田秀明[9]

2002年（平成14年）ソルトレークシティ大会、2006年（平成18年）トリノ大会、2010年（平成22年）バンクーバー大会
- 福田修子（3大会連続出場、日本女子距離として初の入賞）